# Perillus lunatus
Perillus lunatus är en insektsart som beskrevs av Knight 1952. Perillus lunatus ingår i släktet Perillus och familjen bärfisar. Inga underarter finns listade i Catalogue of Life.